# Giuseppe Sigismondo Ala Ponzone
Giuseppe Sigismondo Ala Ponzone (Cremona, 21 marzo 1761 – Cremona, 2 maggio 1842) è stato un collezionista d'arte e botanico italiano.

## Biografia
Giuseppe Sigismondo Ala Ponzone realizzò una vasta collezione di opere d'arte e oggetti di storia naturale. Ha lasciato in eredità la sua biblioteca all'Accademia di Belle Lettere di Milano e la sua collezione d'arte e di scienze alla città di Cremona «a profitto degli studiosi» cremonesi; in segno di gratitudine gli è stato intitolato il Museo Civico cittadino. Ha pubblicato nel 1789 un articolo sulla preparazione di bruchi.